# ホライゾン航空
ホライゾン航空（ -こうくう、英: Horizon Air）は、アメリカ合衆国のアラスカ航空グループの地域航空会社である。アラスカ航空は、おもに、100席以上の旅客機を運用するの対して、ホライゾン航空は、100席以下の旅客機を運用している。両社のネットワークは、相補的関係にある。カナダとアメリカ合衆国の小都市と大都市のハブ空港を結ぶ便を、多く就航している。

## 沿革
- 1981年5 月に設立され、当初はハワイへの就航を計画したが、後にワシントン州への就航に変更した[1]。
- 1981年9月1日、フェアチャイルドF-27を3機使用して運航を開始した。
- 1984年7月、フォッカーF28を1機導入し、初めてジェット機を所有した[2]。
- 1985年に運転資金を確保するため、新規株式公開を行った[3]。
- 1985年夏、ユナイテッド航空とコードシェア提携を開始。
- 1985年9月8日、デ・ハビランド・カナダDHC8-100を購入した[4]。
- 1986年11月、アラスカ航空がホライゾン航空を買収する契約を結び、12月にはアラスカ航空の子会社化した[5]。また、ユナイテッド航空とのコードシェア提携も終了した。
- 1988年、ノースウエスト航空とコードシェア契約を結んだ。
- ドルニエ328ターボプロップ機のローンチカスタマーとなり、1993年11月から1995年11月の間に12機を受領したが、1997年ごろに急速に退役し、ターボプロップ機はDHC-8シリーズへ統一された[6]。
- 2011年ごろ、ボンバルディアQ400型の尾翼ロゴマークを、地平線から太陽が出る「ホライゾン」マークから、アラスカ航空の「エスキモー」マークに変更する。機体横には「Horizon」のロゴは機体横に掲載する[7]。
- 2016年4月12日、エンブラエル175を30機、確定発注したと発表[8]。
- 2017年、規模拡大の一方で、深刻なパイロット不足に直面し、数百便のフライトを欠航した。
- このパイロット不足により、アラスカ航空は一部のフライトをホライゾンから別の地域パートナーであるスカイウエスト航空に移管した。

## 保有機材
保有機材は、長い間スウェアリンジェン メトロ（19席）のターボプロップ機を中心に保有し、数少ないジェット機としてフォッカー F28を運航していたが、2001年を最後に保有する全てのジェット旅客機をボンバルディア CRJ700に更新した。なお、以前運航されていたQ300型機は全てQ400型機へ更新されている。
| 機種            | 保有数 | 発注数 | 座席数 | 座席数 | 座席数 | 座席数 | 備考                 |
| 機種            | 保有数 | 発注数 | F      | PY     | Y      | 計     | 備考                 |
| --------------- | ------ | ------ | ------ | ------ | ------ | ------ | -------------------- |
| エンブラエル175 | 44     | 6      | 12     | 16     | 48     | 76     | 2026年までに受領予定 |

### 過去の運用機材
- ボンバルディア CRJ 700（Y70）：合計21機運用していた。2008年から2011年の間に全機が他社へ移籍。
- ドルニエ328-100（Y31）：合計12機。
- ボンバルディアDHC-8-Q100（Y37）：合計24機。
- ボンバルディアDHC-8-Q200（Y37）：合計28機。
- ボンバルディアDHC-8-Q400（Y76）：累計57機。2023年までに、順次アラスカ航空に移籍した。

## 事件・事故
- 1988年4月15日、シアトル・タコマ国際空港から離陸したばかりのホライゾン航空2658便の右エンジンで火災が発生した。パイロットは空港へ引き返したが、着陸後に機体の制御を失い、空港の建物に衝突した。死者は出なかったが、乗員乗客31人が負傷した。
- 2018年8月10日、シアトル・タコマ国際空港から空港職員の男性がボンバルディア DHC-8-Q400（N449QX）を盗み出し、無断で離陸した。しばらく低高度を飛行したのちに、ワシントン州ケトロン島に墜落した。幸い乗客は乗っておらず、操縦していた男性が死亡した。地元の報道局によると、男性は自殺目的で飛行したとみられている。これにより、F-15戦闘機がスクランブル発進するなどの事態になった[9][10]。